# Richard Leman
Richard Alexander Leman (* 13. Juli 1959 in East Grinstead) ist ein ehemaliger britischer Hockeyspieler, der mit der britischen Nationalmannschaft 1984 Olympiadritter und 1988 Olympiasieger war.

## Sportliche Karriere
Richard Leman trat in 70 Länderspielen für die Britische Nationalmannschaft an. Außerdem bestritt der Mittelfeldspieler 158 Länderspiele für die englische Nationalmannschaft, davon 40 in der Halle.
Leman erhielt seine erste internationale Medaille bei den Olympischen Spielen 1984 in Los Angeles. Die Briten gewannen ihre Vorrundengruppe mit vier Siegen und einem Unentschieden gegen die Pakistanische Mannschaft, unterlagen aber im Halbfinale den Deutschen mit 0:1. Im Spiel um Bronze bezwangen die Briten die Australier mit 3:2. 1986 erreichten die Engländer bei der Weltmeisterschaft in London das Finale durch einen Sieg über die Deutsche mit 3:2 nach Verlängerung. Im Finale unterlagen sie dann den Australiern mit 1:2. Ebenfalls Silber gewannen die Engländer bei der Europameisterschaft 1987 in Moskau, als sie das Finale gegen die Niederländer erst im Siebenmeterschießen verloren. Bei den Olympischen Spielen 1988 in Seoul belegten die Briten in der Vorrunde den zweiten Platz hinter den Deutschen. Mit einem 3:2-Halbfinalsieg gegen die Australier erreichten die Briten das Finale und gewannen Gold mit einem 3:1-Finalsieg über die Deutschen. Zum Abschluss seiner Karriere erreichte Leman 1990 mit der englischen Mannschaft den fünften Platz bei der Weltmeisterschaft in Lahore. Bei der Weltmeisterschaft überholte er Norman Hughes als englischer Feldhockey-Rekordnationalspieler.
Auf Vereinsebene spielte Leman für den East Grinstead Hockey Club. 